# フレデリック・ウィリアム・バートン

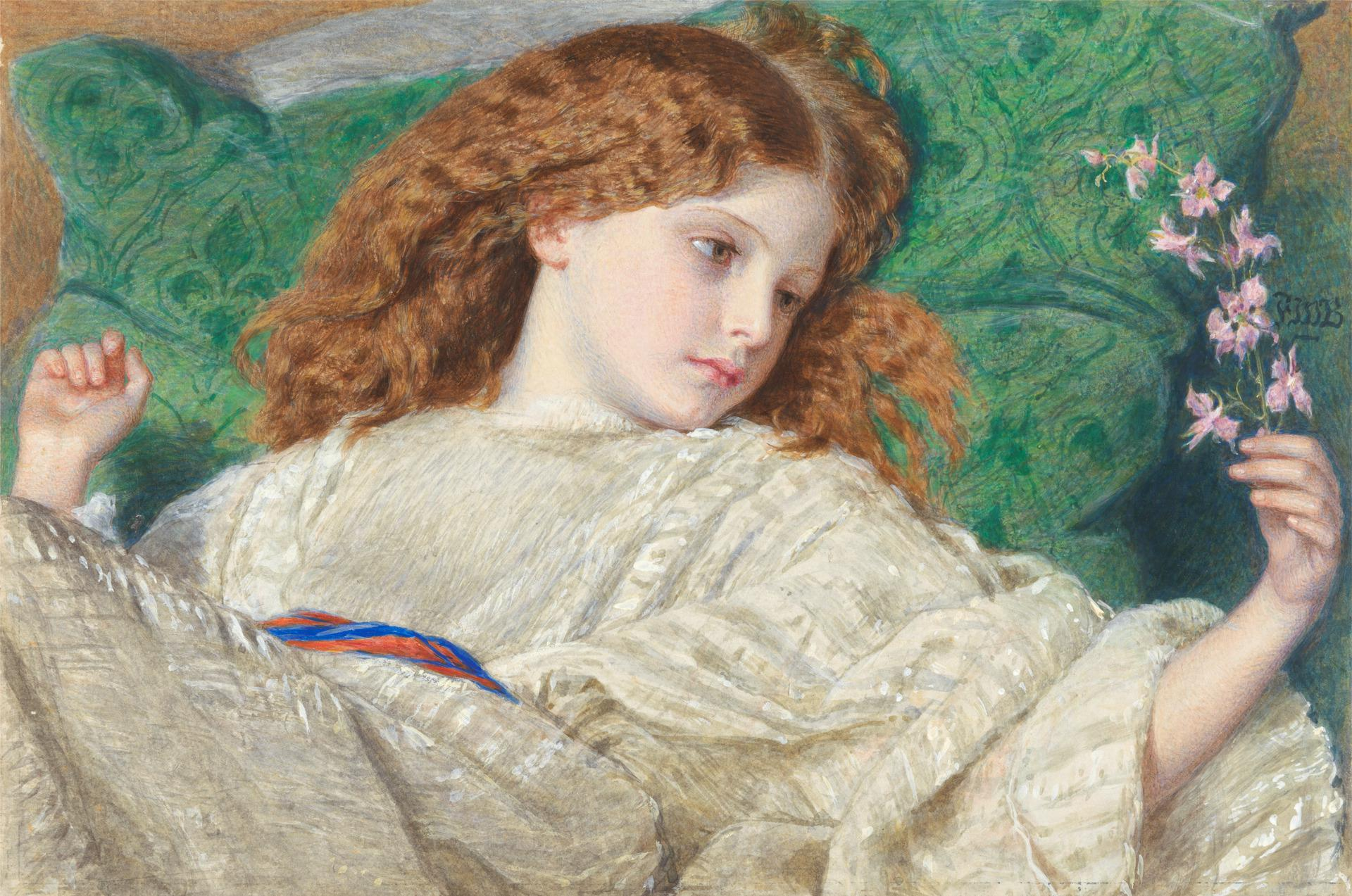
フレデリック・ウィリアム・バートン作「夢」(c.1861) 、Yale Center for British Art

フレデリック・ウィリアム・バートン（Sir Frederic William Burton、1816年4月8日 - 1900年3月16日）は、アイルランドの画家である。「ラファエル前派」の画家たちが活躍した時代に活動した画家で、肖像画や人物画を描いた。1874年から、ロンドンの美術館、ナショナル・ギャラリーの館長を務めた。

## 略歴
アイルランド東部のウィックロー県に生まれたが、6歳で両親とクレア県に移った 。父親はアマチュア画家で、息子がダブリンで絵を学ぶのを支援した。1826年からダブリンの風景画家のサミュエル・ブロッカス（Samuel Frederick Brocas: c.1792-1847）の弟子になった。21歳になった1837年には、アイルランドの王立ハイバーニアン・アカデミー(Royal Hibernian Academy)に入会し、1839年に正会員に選ばれた。1840年に王立ハイバーニアン・アカデミーの展覧会に人物画を出展し、1842年にロンドンに移り、ロンドンのロイヤル・アカデミー・オブ・アーツの展覧会に出展するようになった。1851年にドイツ、バイエルンで長期間、働き、その後何度もヨーロッパに滞在した 。1855年に王立水彩画協会の準会員に選ばれ、1856年に正会員になった。
1860年代に入ると「ラファエル前派」のスタイルに影響を受けたスタイルで、歴史に題材を得た絵画や人物画、肖像画を油彩や水彩で描いた。最も有名な作品には、友人のアイルランド出身の学者、ホイットリー・ストークスが紹介した中世のデンマークの物語に題材をとった『ヘレリルとヒルデブランド、らせん階段の逢引(Hellelil and Hildebrand, the meeting on the turret stairs)』(1864)がある。
1874年、ウィリアム・ボクソールの後任としてロンドンのナショナル・ギャラリーの館長に任命された 。 美術館の館長の仕事を20年間、続け、この時代に、レオナルド・ダ・ヴィンチの「岩窟の聖母」やアンソニー・ヴァン・ダイクの「チャールズ1世騎馬像」などの有名な芸術作品をナショナル・ギャラリーが取得するのに貢献した。1884年にナイトの称号を授与された。
1900年にロンドンで亡くなり、ダブリンに埋葬された。

## 作品

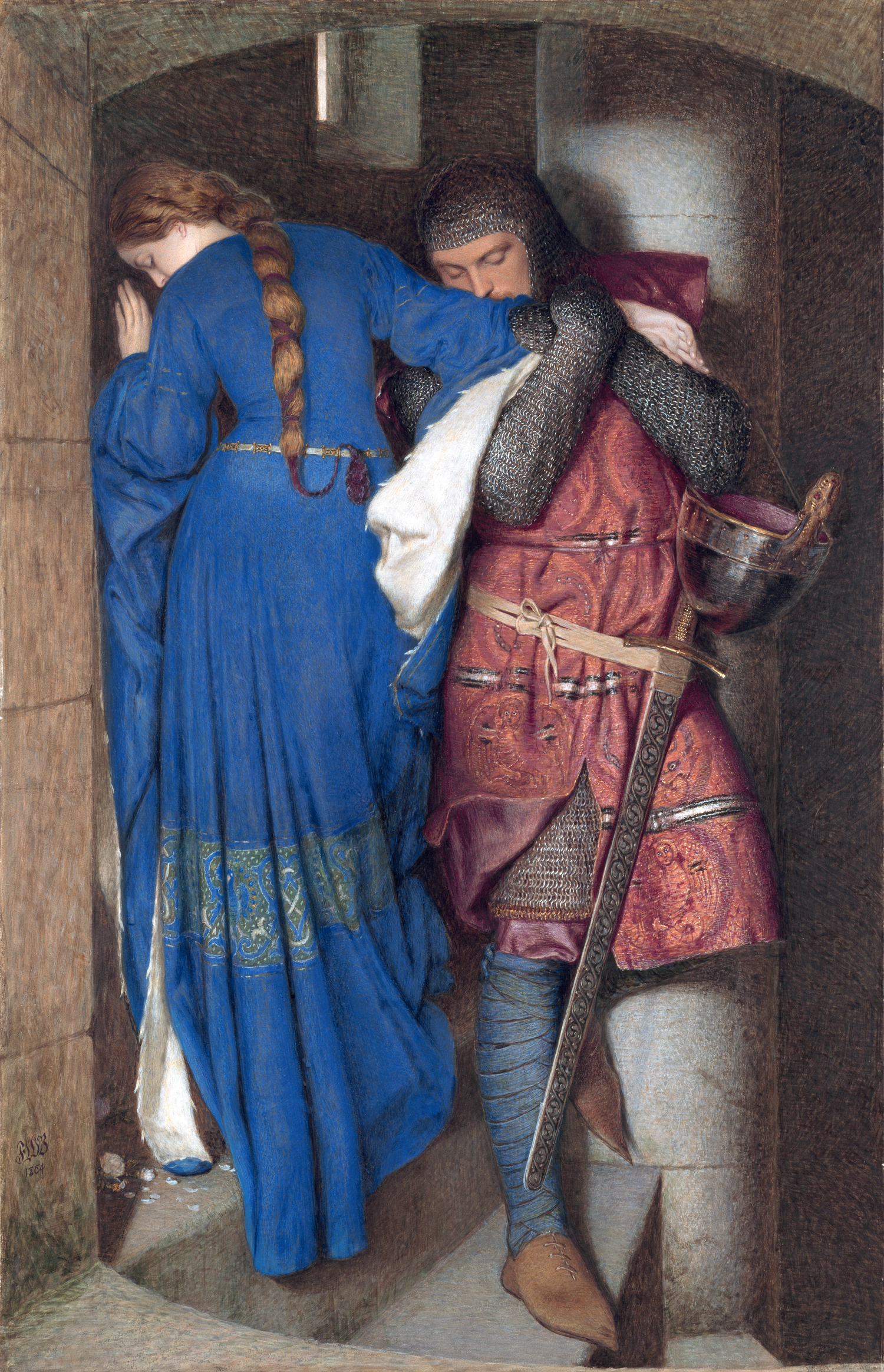
ヘレリルとヒルデブランド、らせん階段の逢引 (1864) アイルランド国立美術館
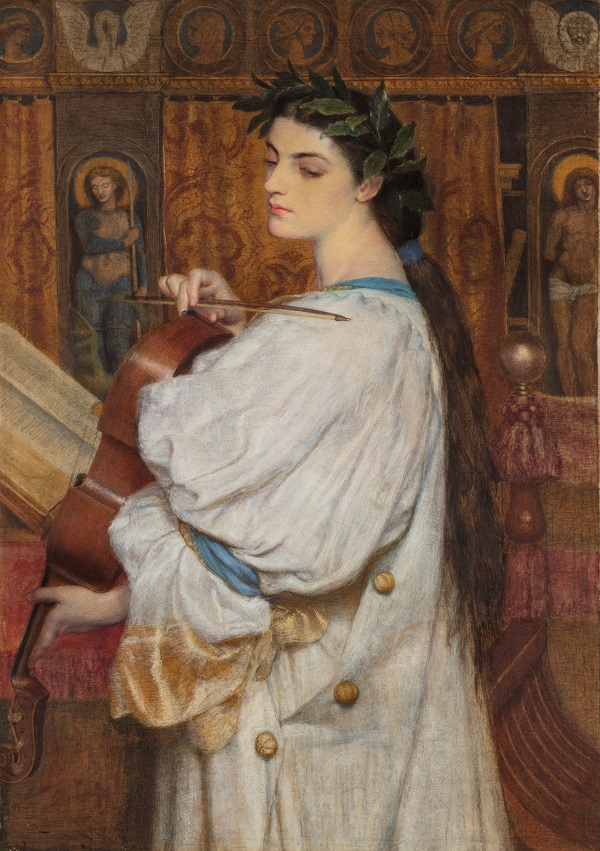
Cassandra Fedele（15世紀生まれの学者）
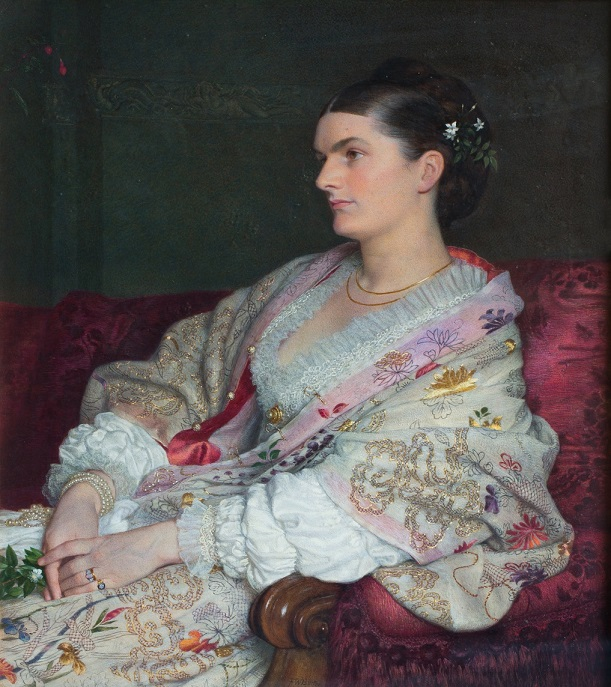
Mrs. George nee Elizabeth Blakeway
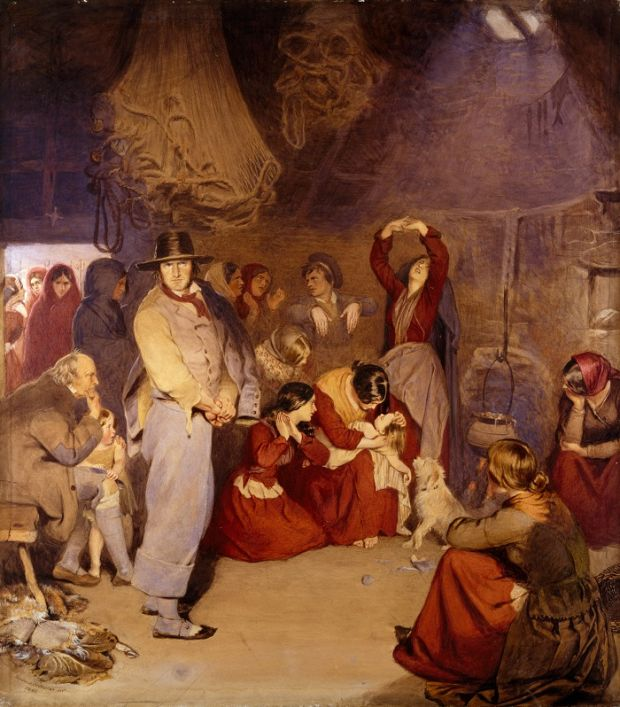
The Aran Fishermans Child (1841) アイルランド国立美術館